# زهره سگال
زهره ممتاز سگال (۲۷ آوریل ۱۹۱۲–۱۰ ژوئیه ۲۰۱۴) بازیگر، رقاص و طنز نویس هندی بود. سگال فعالیت خود را به عنوان رقصنده در گروه اودی شانکار آغاز کرد و در کشورهایی مانند ایالات متحده و ژاپن حضور داشت. وی در ادامه فعالیت هایتش در بسیاری از فیلم‌های بالیودی به عنوان نقش‌های مسن ایفای نقش کرده است.
فیلم‌های معروف او در بخشی از فیلم‌ها شامل مثل بکام کات‌دار بزن، از اعماق دل…، قند کمتر، عشق من، و سریال‌های تلویزیونی جواهر در تاج (۱۹۸۴)، شب‌های تندوری (۱۹۸۵–۸۷) و اما و خانواده (۱۹۹۶) می‌شود. او در سن ۹۰ سالگی شخصیت اصلی فیلم بریم عشق‌بازی کنیم را در سال ۲۰۰۲ بازی کرد.
در سال ۱۹۹۸ جایزه پادما شری، کالیداس ساممان در ۲۰۰۱، و در سال ۲۰۰۴ سانگت ناتاک آکادمی به او اهدا شد. آکادمی ملی موسیقی، رقص و درام هند بالاترین جایزه خود را برای دستاوردهایش در زندگی به وی اهدا کرد. وی در سال ۲۰۱۰ پادما ویبوشان، دومین افتخار غیرنظامی هند را دریافت کرد. وی در ۱۰ ژوئیه ۲۰۱۴ به دلیل ایست قلبی در یک بیمارستان در دهلی نو درگذشت.

## سنین جوانی و تحصیل

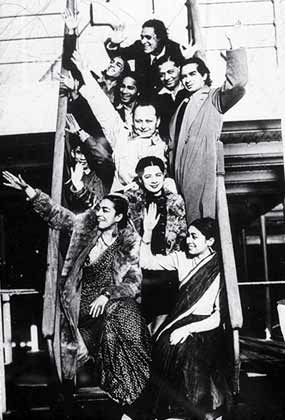
زهرا سگال و اوزرا بات بخشی از "گروه باله Uday Shankar"، حدود ۱۹۳۵–۳۷.

او به عنوان صاحب زاد زهره ممتازاله خان بیگم در ۲۷ آوریل ۱۹۱۲ در یک خانواده سنتی مسلمان در رامپور، اوتار پرادش، هند، متولد شد.
او سومین فرزند از هفت فرزند - زکااله، هاجر، ایکرام الله، اوزرا (اوزرا بات)، آنا و صابیرا - خانواده بود که در چاکراتا، اکنون در اوتاراکند (در نزدیکی دهرادون) بزرگ شد. وی در سن یک سالگی دچار گلوکوم شد و بینایی چشم چپ خود از دست داد. وی به بیمارستانی در بیرمنگام که با هزینه ۳۰۰ پوند تحت معالجه قرار گرفته بود، ارجاع شد.
هنگام جوانی مادرش را از دست داد. مطابق خواست مادرشان، او و خواهرش به کالج ملکه مری در لاهور اعزام شدند. اعمال حجاب سخت و پورداه (پرده:نوعی پوشش) و روابط جدا با مردان باعث ازدواج ناموفق خواهرش شد. در نتیجه دیدن ازدواج ناموفق خواهرش، زهره تصمیم گرفت به جای ازدواج، شغل خود را دنبال کند.
پس از فارغ‌التحصیلی، عموی مادری اش، صاحب زاده سعیدوظفر خان، که در ادینبورگ مستقر بود، آنها از لاهور با اتومبیل شروع به حرکت کردند و در مسیر، قبل از رسیدن به دمشق سوریه، جایی که او با پسر عموی خود ملاقات کرد، از ایران و فلسطین عبور کردند. سپس به مصر سفر کردند و در اسکندریه با قایق به اروپا رفتند.
در اروپا، عمه او دیکتا او را به مدرسه باله مری ویگمن واقع در درسدن، آلمان برد. با وجود زندگی در پوردا و نداشتن تجربه رقصیدن، وی پذیرش شد و اولین هندی بود که در این مؤسسه تحصیل کرد. او سه سال دیگر در درسدن ماند در حالی که در خانه کنتس لیبنشتاین زندگی می‌کرد، به تحصیل رقص مدرن پرداخت.

## مرگ
در ۹ ژوئیه ۲۰۱۴ پس از تشخیص بیماری سینه‌پهلو، در بیمارستان مکس در بخش جنوبی دهلی بستری شد. وی در ۱۰ ژوئیه ۲۰۱۴، در سن ۱۰۲ سالگی، پس از تحمل ایست قلبی درگذشت و در ۱۱ ژوئیه در محل سکونتش جاده لودی، دهلی سوزانده شد.

## فیلم‌شناسی

### بازیگر
| سال       | عنوان                                    |
| --------- | ---------------------------------------- |
| ۱۹۴۳      | Rahgeer                                  |
| ۱۹۴۶      | بچه‌های زمین                              |
| ۱۹۴۶      | شهر بی‌قانون                              |
| ۱۹۵۰      | افسر                                     |
| ۱۹۵۶      | Heer                                     |
| ۱۹۶۴      | داستان‌های هندی رودیارد کیپلینگ           |
| ۱۹۶۴–۱۹۶۵ | دکتر هو (سریال تلویزیونی)                |
| ۱۹۶۷      | The Long Duel                            |
| ۱۹۶۷      | Theatre 625 (سریال تلویزیونی)            |
| ۱۹۶۸      | انتقام او                                |
| ۱۹۶۸      | The Expert (سریال تلویزیونی)             |
| ۱۹۶۹      | گورو (فیلم ۱۹۶۹)                         |
| ۱۹۷۳      | The Regiment (سریال تلویزیونی)           |
| ۱۹۷۳      | Tales That Witness Madness               |
| ۱۹۷۴      | It Ain't Half Hot Mum (سریال تلویزیونی)  |
| ۱۹۷۸      | حواست به حرفات باشه (سریال تلویزیونی)    |
| ۱۹۸۳      | The Courtesans of Bombay                 |
| ۱۹۸۴      | The Jewel in the Crown (سریال تلویزیونی) |
| ۱۹۸۵      | Tandoori Nights (سریال تلویزیونی)        |
| ۱۹۸۵      | حرمسرا                                   |
| ۱۹۸۶      | کاراواجو (فیلم ۱۹۸۶)                     |
| ۱۹۸۷      | Partition                                |
| ۱۹۸۷      | Never Say Die                            |
| ۱۹۸۹      | Manika, une vie plus tard                |
| ۱۹۸۹      | The Bill                                 |
| ۱۹۹۰      | Mulla Nasiruddin (سریال تلویزیونی)       |
| ۱۹۹۱      | Masala                                   |
| ۱۹۹۲–۱۹۹۴ | Firm Friends (سریال تلویزیونی)           |
| ۱۹۹۳      | Bhaji on the Beach                       |
| ۱۹۹۴      | Little Napoleons (سریال تلویزیونی)       |
| ۱۹۹۵      | Amma and Family (سریال تلویزیونی)        |
| ۱۹۹۵      | Ek Tha Rusty                             |
| ۱۹۹۷      | آرزو                                     |
| ۱۹۹۸      | Not a Nice Man to Know                   |
| ۱۹۹۸      | از اعماق دل…                             |
| ۱۹۹۹      | Khwaish                                  |
| ۱۹۹۹      | من قلبم را برای محبوبم می‌فرستم           |
| ۱۹۹۹      | دل‌باخته (فیلم ۱۹۹۹)                      |
| ۲۰۰۰      | جادوی تو (فیلم)                          |
| ۲۰۰۱      | Landmark                                 |
| ۲۰۰۱      | Zindagi Kitni Khoobsoorat Hai            |
| ۲۰۰۱      | The Mystic Masseur                       |
| ۲۰۰۲      | مثل بکام کات‌دار بزن                      |
| ۲۰۰۲      | Anita and Me                             |
| ۲۰۰۲      | بریم عشق‌بازی کنیم (فیلم)                 |
| ۲۰۰۳      | سایه (فیلم هندی ۲۰۰۳)                    |
| ۲۰۰۴      | Kaun Hai Jo Sapno Mein Aaya?             |
| ۲۰۰۴      | ویر-زارا                                 |
| ۲۰۰۵      | Chicken Tikka Masala                     |
| ۲۰۰۵      | Mistress of Spices                       |
| ۲۰۰۷      | قند کمتر                                 |
| ۲۰۰۷.     | عشق من (فیلم)                            |

## جوایز
- ۱۹۶۳ جایزه سانگ ناتاک آکادمی[۱۵]
- ۱۹۹۸: پادما شری[۱۶]
- ۲۰۰۱: کلیداس سامان
- ۲۰۰۲: پادما بوشان
- ۲۰۰۴: بورسیه جایزه سانگ ناتاک آکادمی[۱۷]

## بیشتر خواندن
- Stages: The Art and Adventures of Zohra Segal , by Zohra Segal, Joan Landy Erdman. منتشر شده توسط کالی برای زنان، ۱۹۹۷. شابک ‎۸۱−۸۵۱۰۷−۵۹−۹ شابک 81-85107-59-9. (زندگینامه)
- Obituary of Zohra Segal - جواهری در تاج هنرهای نمایشی هند.
- تئاتر و فعالیت در دهه 1940. مقاله توسط زهرا سهگل عبور از مرزها، توسط Geeti Sen. Orient Blackswan، 1998. pp. ۳۱–۳۹ شابک ‎۸۱−۲۵۰−۱۳۴۱−۵ شابک 81-250-1341-5.
- ششی کاپور نمایش‌های Prithviwallahs، به نویسندگی Shashi Kapoor , Deepa Gahlot، تئاتر Prithvi (بمبئی، هند) را ارائه می‌دهد. کتابهای رولی، ۲۰۰۴. شابک ‎۸۱−۷۴۳۶−۳۴۸−۳ شابک 81-7436-348-3.